# Pa Konate
Pa Momodou Konate (* 25. dubna 1994, Malmö, Švédsko) je švédský fotbalový obránce, který v současné době hraje v Malmö FF.

## Klubová kariéra
Konate debutoval v profi fotbale v dresu Malmö FF, klubu z jihu Švédska. V Allsvenskan nastoupil poprvé 17. dubna 2013 proti AIK Stockholm (výhra 1:0).
S klubem se zúčastnil Ligy mistrů UEFA 2014/15.
Od února do června 2014 hostoval z Malmö v Östers IF.

## Reprezentační kariéra
Konate nastupoval za švédský mládežnický reprezentační výběr U21. Trenér Håkan Ericson jej nominoval na Mistrovství Evropy hráčů do 21 let 2015 konané v Praze, Olomouci a Uherském Hradišti, kde získal se švédským týmem zlaté medaile.